# Haecceitas
Haecceitas (łac. haec – ta właśnie) – nieprzetłumaczalny termin pochodzący z filozofii Dunsa Szkota, oznaczający zasadę jednostkowienia, czyli to, co czyni każde konkretne indywiduum akurat tym indywiduum, którym to indywiduum jest, konkretną rzeczą czy osobą.
Dany obiekt posiada haecceitas, jeśli nie odnosi się do niego zasada identyczności (tożsamości) bytów nierozróżnialnych. Według tej zasady dwa indywidua są tym samym indywiduum (są identyczne/tożsame ze sobą), jeśli posiadają wszystkie te same własności. Termin "własność" jest tutaj rozumiany jako powszechnik (a więc np. "bycie identycznym z Janem" nie jest własnością w tym sensie; a dokładniej "bycie identycznym z X-em", gdzie X jest sztywnym desygnatorem, nie jest własnością w tym sensie). 
Tomasz z Akwinu głosił, że nie jest możliwe, aby istniał Bóg będący innym indywiduum niż ten, który faktycznie istnieje. Według Akwinaty Bóg nie posiada więc haecceitas.
Zdaniem Dunsa Szkota to nie materia, jak głosił Tomasz z Akwinu, lecz forma jest zasadą jednostkowienia, jednocześnie istnieją różne formy o odmiennych stopniach ogólności, a haecceitas jest właśnie formą najbardziej szczegółową.